# Public Eye on Davos
Das Public Eye on Davos wurde jährlich von 2001 bis 2015 als Gegenveranstaltung zum World Economic Forum (WEF) in Davos abgehalten. Sie war Plattform für Kritik an derselben Veranstaltung und an der Globalisierung im Allgemeinen.
Ab 2005 wurde während der Veranstaltung mit dem Public Eye Award ein Negativpreis an Unternehmen verliehen, die zuvor durch eine besonders menschen- und umweltschädigende Geschäftspolitik in die Kritik geraten waren. Im Januar 2015 wurde die Veranstaltungsreihe mit einer Schlussveranstaltung und der Verleihung des Public Eye Lifetime Awards abgeschlossen.
Das Projekt involvierte Nichtregierungsorganisationen (NGO) aus der ganzen Welt und wurde von der Erklärung von Bern (heute «Public Eye») ins Leben gerufen. Bis 2008 war Pro Natura Projektpartnerin, seit 2009 war Greenpeace Schweiz die zweite Trägerorganisation des «The Public Eye on Davos».

## Geschichte
«The Public Eye on Davos» wurde ab Herbst 1999 mit dem Ziel aufgebaut, das Weltwirtschaftsforum (WEF) mit einer Gegenveranstaltung vor Ort kritisch zu begleiten und Alternativen für eine sozial und ökologisch verträgliche Wirtschaft aufzuzeigen. Im Januar 2000 luden die Initiatoren zu einer zusammen mit der WOZ organisierten Veranstaltung «Wer regiert die Welt?» ein. In Davos stellte sich Klaus Schwab, Präsident des WEF, dem «Public Eye» in einer öffentlichen Diskussion. Die «Erklärung von Bern» zog aus dieser Diskussion den Schluss, «dass sogar eine wesentliche NGO-Vertretung im WEF kaum helfen würde, das WEF herauszufordern und zu verändern». In der Folge organisierte «Public Eye» selber eine – im Gegensatz zum WEF – öffentlich zugängliche internationale Gegenkonferenz parallel zum WEF, die in den ersten drei Jahren zeitgleich stattfand.
Die erste als Alternativkonferenz organisierte Veranstaltung fand im Januar 2001 statt. Daran nahmen rund 20 NGO-Vertreter und kritische Wissenschaftler teil, die im Rahmen der Veranstaltung Alternativlösungen für eine nachhaltige Wirtschaft präsentierten und ihre Kritik an der in ihren Augen einseitigen wirtschaftlichen Globalisierung, die nur die Industrieländer profitieren lasse, und deren Folgen für Mensch und Umwelt darlegten. 2002 wechselte auch die Gegenkonferenz parallel zur WEF-Veranstaltung nach New York. Dort eröffnete der damalige Schweizer Bundespräsident Kaspar Villiger vor seiner Eröffnungsrede beim WEF das «Public Eye». Pro Natura, Projektpartnerin von Public Eye, war auf beiden Veranstaltungen vertreten. Traditionell machten auch der Sicherheits- und der Volkswirtschaftsdirektor des Kantons Graubünden dem Public Eye ihre Aufwartung.
Im Gegensatz zum «Oltner Bündnis», das sich generell gegen das WEF, «selbst ernannte Eliten» und die NATO richtete, war Pro Natura als Nichtregierungsorganisation in New York 2002 nicht nur an der «Public Eye»-Konferenz, sondern auch direkt am WEF vertreten 2003 unterstützte «Public Eye» den Demonstrationsaufruf des «Oltner Bündnisses» nicht, weil ein Bekenntnis zur Gewaltlosigkeit fehlte. 2004 wurde die Eröffnungsrede von der UNO-Hochkommissarin für Menschenrechte Mary Robinson gehalten, welche im 2005 sowohl die Wichtigkeit der erstmals verliehenen Awards zur Erinnerung der Firmen an menschen- und arbeitsrechtliche Verpflichtungen als auch die des WEF selber ansprach. Noreena Hertz kritisierte scharf die Weltbank und den IMF. Die Konferenz wurde auch von den Veranstaltern des WEF anerkannt, so sprach der WEF-Direktor 2004 von einem Wandel «von dialogloser Konfrontation hin zum kritischen Dialog».
Nach den ersten fünf Ausgaben wurde das Erscheinungsbild der Veranstaltung geändert. Es sollten gemäss den Veranstaltern weniger «trockene Globalisierungsdebatten» geführt und die Veranstaltung sollte einem breiteren Publikum zugänglich gemacht werden. Die bisherige Form als Gegenkonferenz hatte nicht die gewünschte Medienaufmerksamkeit gegenüber dem WEF erhalten, zugleich gab es mit dem Weltsozialforum bereits eine weitere Veranstaltung, die eine ähnliche Ausrichtung wie das «Public Eye on Davos» hatte. In der Folge wurde im Jahr 2005 mit dem Public Eye Award erstmals ein Negativpreis an Unternehmen verliehen, denen die Nominatoren eine menschen- und umweltschädigende Geschäftspolitik vorwarfen. Diese «Auszeichnungen» wurden in verschiedenen Kategorien durch eine Jury vergeben, wobei in den ersten zwei Jahren der Preis in verschiedenen Sachkategorien vergeben wurde. Ab 2007 wurde jeweils ein Negativpreis für Schweizer und globale Unternehmen vergeben, ab 2008 kam noch ein Publikumspreis hinzu. Von 2006 bis 2009 wurde auch ein Positivpreis an der Veranstaltung vergeben. Ab der Veranstaltung 2006 war die früher mehrtägige Veranstaltungsreihe verkürzt worden auf den Tag der Verleihung der Preise. Ein Kriterium zur Preisvergabe war auch, dass eine zivilgesellschaftliche Organisation ein Aufklärungsprojekt dazu betrieb, welches auch nach der Preisverleihung weiterlaufen würde.
Thomas Niederberger bilanzierte 2013 im Greenpeace Magazin, dass, obschon sich die Reaktionen der nominierten Konzerne mit Ignorieren, Abstreiten und Beschönigen geglichen hätten, sich eine Dynamik ergeben hätte durch die weiter laufenden Kampagnen, einer Voraussetzung für eine Nominierung. Niederberger attestierte den Konzernen, sie hätten dazugelernt. „Um ein Bekenntnis zum Umweltschutz und sozialem Engagement“ käme niemand mehr herum. Die internationale Berichterstattung hätte dem Preis auch darum bei seinem Anliegen des Benennens und Bekanntmachens geholfen, weil die ganze anwesende Weltpresse gerne kontroverse Inhalte gesucht hätte. Zur Qualitätssicherung sassen ab diesem Jahr auch vier renommierte Ethiker in der Jury. Zudem erstelle das Institut für Wirtschaftsethik der Universität St. Gallen ein Gutachten zu jeder Nominierung. Gemäss dem Vertreter der EvB in der Jury, Andreas Missbach, sei sein grösstes Problem jedoch, dass es immer zu viele Kandidaten gebe, welche den Preis verdient hätten.
Im November 2014 gaben die «Erklärung von Bern» und Greenpeace Schweiz bekannt, dass das «Public Eye» im Januar 2015 zum letzten Mal stattfinde. Als Hauptgrund für die Einstellung der Veranstaltungsreihe wurde die sich damals in der Vorprüfung befindende Konzernverantwortungsinitiative sowie das WEF selbst genannt, das nach Überzeugung von Public Eye on Davos als «Privatveranstaltung» an Bedeutung verloren habe; politische Forderungen hätten sich an demokratisch legitimierte Entscheidungsträger zu richten. So verbreiteten The Yes Men die Botschaft, dass öffentlich-private Partnerschaften nicht die Lösung, sondern Teil des Problems seien. Insgesamt erhielten 23 Unternehmen einen Award des «Public Eye», wobei Chevron während der Abschlussveranstaltung den sogenannten Lifetime Award erhielt.
2016 hat sich die bisherige Mitveranstalterin des «Public Eye on Davos», die «Erklärung von Bern», in «Public Eye» umbenannt.

## «Public Eye Awards»

Das Public-Eye-Award-Logo

Der Public Eye Awards wurde an Konzerne vergeben, die sich nach Meinung der Initianten besonders verantwortungslos gegenüber Mensch und Umwelt verhalten hatten. Der Fokus der Public Eye Awards lag somit auf dem Thema unternehmerische Gesellschaftsverantwortung. Public Eye startete keine eigenen Kampagnen, sondern bot ohnehin bestehenden Kampagnen eine Plattform. Die nachfolgend aufgeführten Begründungen sind jene, die aus der jeweiligen Laudatio zur Verleihung hervorgehen.

### 2005
- Menschenrechte: Dow Chemical übernahm 2001 das Chemieunternehmen Union Carbide Corporation, wobei beide die Verantwortung über die Folgen der Katastrophe von Bhopal nicht übernommen hätten.[10] An den Folgen dieser Katastrophe starben bis 2005 je nach Schätzung bis zu 25'000 Menschen und rund 150'000 Personen litten unter chronischen Folgeerkrankungen dieses Chemieunfalls. Dow Chemical wurde bei der Preisverleihung beschuldigt, bis zum Zeitpunkt der Verleihung keine Informationen über das ausgeströmte Gas preisgegeben zu haben und sich der Verantwortung für die Folgen der Katastrophe zu entziehen. Union Carbide hatte einen Vergleich mit der indischen Regierung ausgehandelt und konnte dadurch von der indischen Justiz nicht mehr belangt werden.[21] Ein Tag nach der Preisvergabe gab es in Davos noch einen „Menschenteppich“ gegen Dow Chemical.[22][23]

- Umwelt: Royal Dutch Shell fördert in Nigeria seit 1956 Erdöl und verbrennt dabei gemäss der nominierenden nigerianischen Organisation Environmental Rights Action (Teil des Netzwerks Friends of the Earth) trotz gegenteiligen Versprechungen immer noch offen Erdgas, was einen enormen Lärm und Russpartikelausstoss verursache. Durch zahlreiche Lecks, zum Zeitpunkt der Verleihung seien über die Dauer des Bestehens 4'000 derselben gezählt worden, verschmutze Shell zudem die Umwelt und namentlich das Nigerdelta.[24][23]

- Arbeitsrechte: Walmart besitzt Zulieferunternehmen in Lesotho, Kenia und Thailand. Der amerikanische Einzelhandelskonzern sei mehrfach auf Missstände bezüglich Arbeitsbedingungen, Arbeitszeiten und -löhne in seiner Zulieferkette aufmerksam gemacht worden, habe meist gar nicht erst darauf geantwortet und die Anforderungen an seine Lieferbetriebe nicht angepasst. In der Nominationsrede wurde als Beispiel Lesotho genannt, wo der Normalarbeitstag bei 10 Stunden liegt, die Arbeiter jedoch bis zu 14 Stunden täglich arbeiten müssten und dies für einen durchschnittlichen Monatslohn von 54 US-Dollar. Für 900 Arbeiterinnen gebe es dort nur drei Toiletten.[25][23]

- Steuern: KPMG habe sich gemäss den Veranstaltern als nun «reuige Beihelferin zur Steuerhinterziehung» profiliert. Das niederländische Wirtschaftsprüfungs- und Beratungsunternehmen habe gemäss Public Eye über 500 Modelle zur Steuervermeidung angeboten und damit ein lukratives Geschäft betrieben und verschiedene Staaten um Hunderte Milliarden US-Dollar geprellt. Nominiert wurde KPMG durch das Tax Justice Network, zu dessen Mitgründern die «Erklärung von Bern» zählt.[26] KPMG reagierte auf die Kritik mit der Auslagerung der Steuerberatung für wohlhabende Privatleute in eine Tochtergesellschaft, um damit eine Beschädigung des Konzernansehens zu verhindern.[27]

- Publikumspreis: Nestlé erhielt den Schmähpreis bereits im Vorfeld durch ein Onlineabstimmung wegen «aggressiver Vermarktung von Babynahrung»,[10] die das gesündere Stillen konkurrenziere, und wegen seines Verhaltens bei einem Arbeitskonflikt in Kolumbien.[28][23]

- Weitere Nominierte: Bayer AG, Bechtel, Boehringer, BP, Danzer, Mibrageng, Nestlé, Stallion Garments, Tchibo, Vodafone und Volcafe

Der ersten Preisverleihung wohnte die UN-Hochkommissarin für Menschenrechte und ehemalige irische Präsidentin Mary Robinson bei. Moderiert wurde der Anlass vom Schweizer Kabarettist Patrick Frey. Die Auswahl der Preisträger erfolgte durch eine internationale Trägerschaft aus Vertreterinnen und Vertretern von Nichtregierungs-Organisationen.

### 2006
- Umwelt: Chevron kaufte im Jahr 2001 das Unternehmen Texaco, welche aufgrund des Einsatzes veralteter Technologien das Amazonasgebiet im Norden Ecuadors über fast dreissig Jahre hinweg verschmutzt habe. 70 Milliarden Liter giftiges Abwasser seien gemäss „Lautdatio“ von Amazon Watch während dieser Zeit in Abfallgruben, Bäche, Flüsse und Feuchtgebiete abgeleitet worden. Die Verschmutzung habe zahlreiche indigene Völker vertrieben und das Volk der Tetetes sei deswegen sogar ausgestorben. Public Eye warf Chevron Verantwortungslosigkeit vor, da das Unternehmen belastete Flächen hinterlasse, statt sie zu reinigen.[30] Auch 10 Jahre nach der Preisverleihung waren noch Gerichtsverfahren zur Schuldfrage anhängig.[31]

- Steuern: Die Citigroup Inc. wurde auf Nomination des Tax Justice Network für die Tätigkeit ihrer Tochter Citibank „ausgezeichnet“, die zum Zeitpunkt der Preisverleihung die grösste nichtschweizerische Privatbank war. Der Bank wurde vorgeworfen, dass sie vermögenden Kunden und Unternehmen geholfen habe, ihr Vermögen dem Fiskus zu entziehen. Die Bank habe sich dabei Offshore-Gesellschaften bedient, um die Vermögen in Steueroasen anzulegen. Auch habe die amerikanische Grossbank die Gelder verschiedener Diktatoren wie Sani Abacha, der Nigeria Schulden in Milliardenhöhe bescherte, oder Pinochet verwaltet.[32][27]

- Soziales: The Walt Disney Company wurde von SACOM, einer gemeinnützigen Studentenorganisation aus Hongkong nominiert, die in China gegen – nach ihrer Einschätzung – widerrechtliche Arbeitsbedingungen und Menschenrechtsverletzungen vorgeht. SACOM gibt an, man habe in Zulieferbetrieben[33] hauptsächlich junge, schlecht ausgebildete Frauen gefunden, welche für eine 60- bis 90-Stunden-Woche unter dem gesetzlichen Mindestlohn entlohnt worden seien. Zusätzlich würde das zur Verfügung stellen von betriebseigenen Schlafräumen den Fabriken eine ständige Kontrolle der Arbeiter und bedarfssynchrone Fertigung ermöglichen. Ein Verhaltenskodex für Zulieferbetriebe, den Disney sich selbst auferlegt habe, werde Public Eye zufolge nicht eingehalten.[34][35][36]

- Weitere Nominierte: Alcoa, Bayer AG, Coca-Cola, DeltaPine (2007 übernommen von Monsanto), FILA, GAP, Gunns, Karachagnak Petroleum, Kendris, Nestlé, Novartis, Ciba, Syngenta, Tesco plc., Vattenfall und ZfU International Business School.

- Positive Award: Für die Euzkadi-Gewerkschaft SNRTE in Zusammenarbeit mit Germanwatch und FIAN, die sich 2005 erfolgreich gegen die widerrechtliche Schliessung der Reifenfabrik von Continental in El Salto in Mexiko gewehrt habe.[35] Weitere Nominierte bei den Positive Awards waren Amazonwatch, BioTani, CARE Trust, Clean Clothes Campaign, Comision Nacional Defensa Agua, Global Witness, Immokalee Workers und das India Resource Center.

### 2007
Nach einer zynischen Moderation des Kabarettisten Patrick Frey erhielten die folgenden Unternehmen „Preise“ – darunter erstmals auch ein Positive Award und ein Film Award:
- Global Award: Bridgestone erhielt den Global Award. Der Nominationstext des International Labor Rights Fund und den Friends of the Earth warf dem Unternehmen ein verantwortungsloses Verhalten seiner Tochtergesellschaft Firestone Natural Rubber Company auf knapp 500 km² grossen Gummiplantagen in Liberia vor. Gemäss Public Eye on Davos herrschten dort «ähnliche Zustände wie in der Sklaverei». Zur Erreichung der täglichen Fördermengen wären sie (wer?) dazu gezwungen, ihre Kinder bei der Arbeit auf den Plantagen mit Kinderarbeit einzuspannen.[37] Laut Nominationstext würden Arbeiter dort abgeschnitten von der Aussenwelt in Lehmhütten ohne Zugang zu Fliesswasser, Sanitäranlagen oder Elektrizität leben und Kinder sollten beim Aufschneiden der Bäume helfen, trügen Pestizide aus und würden beim Transport des Latex mithelfen, besuchten aber keine Schule. Die durch die Gummiverarbeitungsanlage verseuchten Abwässer würden der Bevölkerung schaden und  Wasser und Böden der Region vergiften.[38]
- Swiss Award: Novartis erhielt den Swiss Award für seine Patentierungspolitik bei überlebenswichtigen Krebsmedikamenten wie Imatinib Mesylate. Für dieses Krebsmedikament sicherte sich Novartis in Indien ein auf drei Jahre begrenztes Monopol. Die indische Generikaproduktion des Medikaments musste daraufhin gestoppt werden, und zehntausende Inder hätten sich das nun um das zehnfach teurere Medikament gegen Blutkrebs nicht mehr leisten können. Im Januar 2006 lehnte das indische Patentamt einen erneuten Patentantrag von Novartis für das Medikament ab und das zeitlich begrenzte Monopol lief ab und der Konzern klagte darauf vor Gericht, den siebenjährigen Prozess verlor Novartis 2013 letztinstanzlich vor dem Supreme Court of India.[39][38]
- Weitere Nominierte: Ikea, RUAG, Trafigura und Xstrata.

- Positive Award: Coop erhielt den Positivpreis, weil es sich für die biologische Landwirtschaft in der Schweiz engagiert habe. Weitere Nominierte waren Eosta und Marks & Spencer.[38]

- Film Award: Dispersion von Sarah Kreuter und Urs Lehmann in Kooperation mit agent-provocateur.ch für besten Videoclip zum Themenkomplex «Globalisierung und/oder Gerechtigkeit»[40]

Die frühere Zusammenarbeit mit dem WEF wurde aufgelöst, da nach Meinung der Träger (Pro Natura und Erklärung von Bern) der Nutzen einseitig beim WEF gelegen hätte.

### 2008
- Global Award, People’s Award: Areva (Global Award, People’s Award): Im Norden Nigers baut die Areva als Mehrheitsaktionärin zweier Minengesellschaften (Somaïr und Cominak) Uran ab. Die dort tätigen Minenarbeiter und ihre Familien würden dabei nur ungenügend über die Gesundheitsrisiko des Uranabbaus informiert. Sie seien dann aufgrund radioaktiver Strahlung an Krebs erkrankt, und das französische Staatsunternehmen habe die Behandlungskosten nicht bezahlen wollen. Anlässlich einer den Mitarbeitern angebotenen kostenfreien Gesundheitsbehandlung seien AIDS-Diagnosen ausgestellt worden, für deren Kosten der Konzern nicht aufkommen musste. Analysen in der Umgebung würden eine radioaktive Verschmutzung von Luft, Wasser und Boden zeigen; einen geforderte Zutritt unabhängiger Experten zu den Minen habe Areva verwehrt.[41][42][43]

- Swiss Award: Glencore baute zum Verleihungszeitpunkt in Kolumbien im Tagebau auf Gebiet der Gemeinde La Jagua in drei Minen jährlich rund 10 Millionen Tonnen Kohle ab und betreibt einen Kohlehafen in Santa Marta. Die Gesundheit der Bevölkerung im Umfeld der Mine sei wesentlich beeinträchtigt und Umweltauflagen würden nur mangelhaft umgesetzt. Die Trinkwasserversorgung in der Umgebung der Minen sei unterbrochen und das Schmutzwasser werde ungefiltert in die umliegenden Flüsse eingeleitet. In Santa Marta habe der Konzern gezielt gewerkschaftlich organisierte Mitarbeiter entlassen; Proteste der Minenarbeiter seien von Militär und Polizei gewaltsam aufgelöst worden und hätten ein Todesopfer gefordert.[44]

- Positive Award: Hess Natur als Pionier beim Vertrieb von Naturtextilien. 2007 habe Hess Natur Textilien aus 100 Tonnen Bio-Baumwolle produziert. Weitere Nominierte für den Positive Award waren Care Naturkost GmbH&Co und Soglio-Produkte AG.

- Weitere Nominierte: Bayer CropScience, Dole Philippines Inc., Erdöl-Vereinigung, Holcim Ltd.

### 2009
- Global Award, People’s Award: Newmont Mining Corporation erhielt den „Preis“ in der Planungsphase zur im Osten Ghanas entstehenden, 1'915 ha grossen Akyem-Goldmine – dies nachdem 2006 bereits ein Projekt des Konzerns aus ökologischen und sozialen Bedenken abgelehnt worden sei.[45] Beim Planungsstand bei der Preisverleihung habe diese Mine gemäss Nominationstext der «Wassa Association of Communities Affected by Mining» rund 84 ha des Waldschutzgebietes Ajenjua Bepo zerstört, rund 10'000 Kleinbauern würden ihr Land verlieren und rund 1'333 Menschen wären von einer Zwangsumsiedlung betroffen gewesen, gemäss Nomination alles ohne einer dem Gesetz entsprechenden Entschädigung. Ausserdem verwende der Konzern zur Goldgewinnung Zyanid und es würden rund 15 Millionen Tonnen Abfallgesteine der Goldgewinnung anfallen, die Böden sowie Flüsse massiv verschmutzen und damit die Umwelt der Region massgeblich bedrohen würden.[46] Newmont setzte dem Award eine Stellungnahme von über 150 Gemeindevorstehern entgegen, die den Vorwürfen widersprach. Bereits im Vorfeld des Goldminenprojekts hätten die Gemeinden eine überwältigende Unterstützung für das Projekt signalisiert. Die Nomination erhalte zahlreiche falsche Angaben.[47]

- Swiss Award: Die Bernischen Kraftwerke (BKW) präsentieren sich laut Lautdatio von Greenpeace gerne als «zukunftsorientiertes Energieunternehmen, das erneuerbare Energien und Effizienz fördert». Gleichzeitig investiere der Konzern rund 1,6 Milliarden Franken im deutschen Dörpen in ein Steinkohlekraftwerk und damit in eine der gemäss Greenpeace klimaschädlichsten Energieproduktionsarten. Nachdem der Kanton Bern als Mehrheitsaktionär diese Investition nicht gebilligt habe, sei der Konzern jedoch nicht aus dem Projekt ausgestiegen, sondern suchte lediglich nach weiteren Investitionspartnern für das Kohlekraftwerk.[46] Ein Jahr nach der Verleihung wurde das Projekt nach Ausstieg des Investitionspartners eingestellt. Während BKW einen direkten Zusammenhang mit der Preisverleihung bestritt, stellten die Public-Eye-Initianten den Abbruch als eigenen Erfolg dar.[48]

- Positive Award: Freddy Lozano und Jairo Quiroz Delgado, Mitglieder der Gewerkschaft Sintracarbón. Andere Nominierte waren Jacek Kotula und Irene Fernandez.[46]

- Weitere Nominierte: BNP Paribas, Nestlé, Tesco und UBS.

### 2010
- Swiss Award, People’s Award: La Roche erhielt den Schmähpreis, weil es in China Forschungs- und Handelstätigkeit mit dem Medikament CellCept betreibe, das die Abstossung transplantierter Organe verhindere, obwohl das Land für eine fragwürdige Organtransplantationspolitik bekannt sei. Im Nominationstext verwies die nominierende Erklärung von Bern unter anderem darauf, dass Ende 2008 der chinesische Vize-Gesundheitsminister in einer medizinischen Fachzeitschrift eingeräumt habe, dass mehr als 90 % aller transplantierten Organe von hingerichteten Gefangenen stammen würden. Die Verwendung von solchen Organen wird von der World Medical Association abgelehnt. Gemäss Nomination erforsche La Roche die Wirkung ihres Medikaments in zwei Studien mit etwa 300 transplantierten Organen unter anderem in zahlreichen chinesischen Kliniken unter Verwendung von ebensolcher Organe. La Roche erklärte, der Firma sei nicht bekannt, woher die Körperteile kämen. Zudem verwies das Unternehmen darauf, dass China 2007 ein neues Transplantationsgesetz verabschiedet habe, wonach Gefangene oder Familienmitglieder in solch eine Transplantation einwilligen müssten und dies von einem Gericht bestätigt werden müsse.[49] Als Folge der Kritik nahm die Triodos Bank La Roche aus ihrem Aktienportfolio.[50][51]

- Global Award:  Die Royal Bank of Canada (RBC) investierte in den letzten zwei Jahren vor der Preisverleihung 20 Milliarden US-Dollar in den Abbau von Öl aus dem Athabasca-Ölsande im kanadischen Alberta. Das nominierende Rainforest Action Network gab an, dem Athabasca River werde fortlaufend so viel Wasser abgepumpt, wie von einer Millionenstadt verbraucht werde. Dieses Wasser müsse danach wegen seiner Giftigkeit in einem extra dafür gebauten Stausee aufbewahrt werden und führt wegen seiner toxischen Stoffe zu Verkrüppelungen bei Wildtieren. Bei den Indigenen der Region seien gemäss „Lautdatio“ vermehrt bisher kaum bekannte Krebsarten aufgetreten.[50][51]

- Greenwash Award: Kritisiert wurde das „CEO Water Mandate“ (CWM) des UN Global Compact, eine nicht-bindende, freiwillige Initiative der weltweit grössten Trinkwasser-Unternehmen wie Nestlé, Coca-Cola, Pepsi und Danone. Das CWM formulierte ökologische und soziale Minimalstandards beim Wasserhandel, ohne dass sichergestellt wurde, dass die beteiligten Unternehmen diese Standards einhalten. Die Nomination erfolgte durch das Polaris Institute, einer kanadischen Denkfabrik.[50][51]

- Weitere Nominierte: Arcelor Mittal, GDF Suez, Farner PR, International Olympic Committee, Gesundheitsförderung Schweiz und Round Table on Reasonable Soy.

### 2011
- People’s Award: Neste Oil ist einer der grössten Palmölabnehmer und Agrotreibstoffproduzenten der Welt und verkaufte unter der Bezeichnung «Neste Green Diesel» europaweit Biodiesel aus Palmöl.[52] Der Hauptlieferant von Neste Oil – die IOI Group – hatte aufgrund der Nachfrage seine Palmöl-Konzessionen verdoppelt, was in Indonesien und Malaysia gemäss Nomination der niederländischen Sektion von Friends of the Earth Landvertreibungen und Regenwaldzerstörungen zur Folge gehabt habe. Ausserdem wurde der IOI Group bei Prozessen wegen Landenteignung in Malaysia Bestechung lokaler Behörden vorgeworfen. Zudem wurde behauptet, die CO2-Bilanz von Neste Oils Kraftstoff sei schlechter als die von herkömmlichem Diesel. Ein Versuch in Stuttgart mit Biotreibstoff von Neste habe gemäss Greenpeace 5 Prozent der globalen Produktion verbraucht.[53][54] Neste Oil wies die Vorwürfe zurück. Das Unternehmen sei „einer der verantwortungsvollsten Palmölkäufer der Welt“.[52]

- Jury Award: AngloGold Ashanti vergifte gemäss «Public-Eye»-Nominierung beim Goldabbau in Ghana die Umwelt. Hochtoxischen Minenabfälle würden unkontrolliert und unsachgemäss gelagert. Flüsse und früheres Kulturland würde kontaminiert. AngloGold Ashanti hätte von der ghanaischen Umweltbehörde die schlechtestmögliche Bewertung was Soziales und Umweltschutz anbelangt erhalten.[54] Eine von der norwegischen Regierung angeordnete Untersuchung habe den Bergbaukonzern dazu gezwungen, Verhandlungen mit den Geschädigten aufzunehmen und sie zu entschädigen.[55]

- Weitere Nominierte: Axpo, BP, Foxconn und Philip Morris

### 2012
- People’s Award: Vale, der weltweit zweitgrösste Minenkonzern und grösste Eisenerzhersteller der Welt, habe sich gemäss Nominationstext in seiner 70-jährigen Geschichte immer wieder Menschenrechtsverstösse, unmenschliche Arbeitsbedingungen und rücksichtslose Naturausbeutung zuschulden kommen lassen. Vale ist am verschiedentlich kritisierten Belo-Monte-Wasserkraftwerk beteiligt, das Zwangsumsiedlungen zur Folge habe.[56]

- Jury Award: Barclays sei gemäss ihrer Nomination ein Nahrungsmittelspekulant. Er sei mitverantwortlich dafür, dass im zweiten Halbjahr 2010 weltweit 44 Millionen Menschen durch steigende Nahrungsmittelpreise in extreme Armut gedrängt wurden. Die britische Grossbank hätte bei der Regierung in London gegen staatliche Regulierungen lobbyiert, während sich der Markt für Agrar-Indexfonds von 2003 bis 2012 verdreissigfacht habe.[57] Barclays bestritt einen solchen Effekt.[58] Im Frühling 2013 stieg die Bank aus dem Handel mit Agrar-Index-Fonds aus.[59]

- Weitere Nominierte: Freeport, TEPCO, Samsung und Syngenta

### 2013
- People’s Award: Royal Dutch Shell wurde vorgeworfen, die erneuerbaren Energien vollständig aus ihrer langfristigen Strategie entfernt zu haben. Sie sei die erste Ölgesellschaft, die in ökologisch empfindlichen Arktis-Regionen nach Öl suchen wolle. Die Suche sei überhaupt erst durch die «rapide schwindende arktische Eisdecke» ermöglicht worden, «also just dank den Auswirkungen des Klimawandels».[60] Aktivisten von Greenpeace blockierten am WEF eine Shell-Tankstelle, um auf ihre Kritik aufmerksam zu machen.[61]

- Jury Award: Goldman Sachs wurde vorgeworfen, aus Krisen Profit zu schlagen. Genannt wurden die Hypotheken-, Banken- oder Euro-Krise. Goldman Sachs habe beispielsweise zwischen 1998 und 2009 mit Buchungstricks die Hälfte von Griechenlands Staatsdefizit gegen grosse Honorare versteckt. An der Krise habe die Bank bis zur Nomination mindestens 600 Millionen US-Dollar verdient und Griechenland schulde der Bank bis 2037 jährlich 400 Millionen US-Dollar. Die „Lautdatio“ am WEF wurde von William K. Black gehalten, einem ehemaligen amerikanischen Bankenregulator.[62][63]

- Weitere Nominierte: Coal India, G4S, Lonmin und Repower AG.

Nationalrats-Präsidentin Maya Graf und der Davoser Landammann Tarzisius Caviezel besuchten das Public Eye on Davos.

### 2014
- People’s Award: Mehr als 95'000 Onlinevoter vergaben an Gazprom den „Publikumspreis“ für deren Pläne, in der Arktis nach Öl zu bohren. Die Nomination stammte von Greenpeace Russland, deren Vertreter in Davos nicht anwesend sein konnten.[64] Greenpeace-Direktor Kumi Naidoo warf Gazprom vor, als erstes Unternehmen der Erde Öl aus arktischen Gewässern zu pumpen, obwohl die Sicherheitsbilanz des Unternehmens an Land verheerend sei.[65][66] Im Jahr zuvor hatte Gazprom mit 872 Vorfällen mehr Ölunfälle als jeder andere Ölkonzern auf der Welt.[67]

- Jury Award: Der US-amerikanische Textilkonzern Gap erhielt den Jury Award mit der Begründung, er habe sich geweigert, nach dem Einsturz der Rana-Plaza-Fabrik in Bangladesch das Abkommen «Accord on Fire and Building Safety in Bangladesh» zu unterzeichnen. Gap untergrabe die Bemühungen um Arbeitsmarktreformen in der Textilindustrie des Landes.[67] Ulrich Thielemann war eines der Jury-Mitglieder.[68]

- Weitere Nominierte: Bayer AG/BASF/Syngenta, Eskom, FIFA mit dem Vorwurf einer „sozial unverträglichen Organisation der Weltmeisterschaften 2014 in Brasilien“,[64] Glencore, HSBC[68], Marine Harvest

### 2015
- Lifetime Award: Chevron hatte bereits 2006 den Public Eye Jury Award in der Kategorie Umwelt für die Verschmutzung des Urwalds im Norden Ecuadors erhalten. 1964 hatte Texaco dort mit der Erdöl-Exploration im Gebiet von Lago Agrio begonnen. 1972 wurde mit dem Partner Gulf Oil die Produktion aufgenommen. Im Jahr 1976 wurde der ecuadorianische Staat Mehrheitseigner der Unternehmung. Eine Sammelklage gegen Chevron als Rechtsnachfolger von Texaco führte in den USA zu einem Verfahren in Ecuador. Gemäss Amazon Watch habe sich Chevron geweigert, die ihm von einem ecuadorianischen Gericht auferlegte Strafe von 9,5 Milliarden US-Dollar zu zahlen. Chevron argumentierte, dass Texaco schon eine Entschädigung gezahlt habe und die Verschmutzung nach der Übernahme durch den Staatskonzern Petroecuador nach dem kompletten Rückzug von Texaco 1992 weiter gegangen sei. Die Jury sah in dem Chevron-Fall ein Beispiel dafür, wie transnationale Unternehmen «das Recht auf Wiedergutmachung jener Menschen untergraben, deren Menschenrechte durch transnationale Unternehmen verletzt» würden. Den Lifetime Award erhielt Chevron mit über der Hälfte aller Stimmen zugesprochen.[69][70][71]

- Weitere Nominierte: Dow Chemical, Gazprom, Walmart, Glencore und Goldman Sachs